# خروج المعلمين في فرجينيا 2019
خروج المعلمين في فرجينيا (بالإنجليزية: Virginia teachers' walkout وتعرف اختصارًا: RedForEd) هي خروج المعلمين نحو الاحتجاج الذي بدأ في 28 يناير 2019م، وكان الخروج والاحتجاج في فرجينيا احتجاجًا على انخفاض ميزانيات المدارس وانخفاض أجور المعلمين خارج ولاية فرجينيا الشمالية. أثرت موجة الاحتجاج في جزء من الموجة الأكبر من إضرابات المعلمين في الولايات المتحدة، خاصة في أعقاب إضراب المعلم في لوس أنجلوس. فيما يتعلف بالاستجابة اقترحت قيادة فرجينيا هاوس للمندوبين في الميزانية المالية 2019-2020 زيادة بنسبة 5 في المائة للمعلمين في جميع أنحاء ولاية فيرجينيا كومنولث.